# Moyuela (kommunhuvudort)
Moyuela är en kommunhuvudort i Spanien.   Den ligger i provinsen Provincia de Zaragoza och regionen Aragonien, i den östra delen av landet, 250 km öster om huvudstaden Madrid. Moyuela ligger 741 meter över havet och antalet invånare är 310.
Terrängen runt Moyuela är lite kuperad.  Trakten runt Moyuela är nära nog obefolkad, med mindre än två invånare per kvadratkilometer. Närmaste större samhälle är Lécera, 19,6 km öster om Moyuela. Omgivningarna runt Moyuela är i huvudsak ett öppet busklandskap.